# WWE All Stars
WWE All-Stars é um jogo de wrestling profissional publicado pela THQ e desenvolvido pela THQ San Diego para o PlayStation 3 e Xbox 360 e  pela Subdued Software para o PlayStation Portable, Wii, Nintendo 3DS e PlayStation 2. O jogo apresenta os lutadores atuais e ex-WWE competindo em lutas com o ritmo acelerado. O jogo foi lançado em 29 de março de 2011, na América do Norte e 01 abril de 2011 na Europa.

## Jogabilidade
Ao contrário da série WWE SmackDown vs Raw, WWE All Stars características de jogabilidade estilo arcade juntamente com animação over-the-top e lutadores apresentam um visual mais exagerado. O jogo é uma combinação de um jogo de luta e um jogo de wrestling, com combos que trazem um diferencial ao jogo. Os personagens vão realizar movimentos exagerados, como  Attitude Adjustment de John Cena, em que ele salta, Pedigree de Triple H, com ondas de choque que atravessam o ringue e o Sharpshooter de Bret Hart com um sorriso câmera lenta e o dedo apontado para a multidão por alguns segundos, antes de realizar o movimento. O jogo apresenta os lutadores atuais da WWE, como Kofi Kingston, Randy Orton, Triple H, The Undertaker, Rey Mysterio, Big Show, John Morrison e John Cena e lutadores do passado, tais como The Ultimate Warrior, André the Giant, Hulk Hogan, Bret Hart,  Jake "The Snake" Roberts, Eddie Guerrero e "Macho Man" Randy Savage, os comentários ficam por conta de Jim Ross e Jerry Lawler, que também é um personagem jogável.
Ele também possui o modo Path Of Champions, onde os jogadores escolhem uma lenda da WWE ou Superstar atual, para se tornar o WWE Champion(Caminho Randy Orton), o World Heavyweight Champion (Caminho Undertaker) ou os WWE Tag Team Champions (Caminho D-Generation-X). O jogo também tem opções para a utilização de trajes alternativos para os superstars da WWE do passado e do presente.

## Desenvolvimento
O primeiro anúncio oficial, tanto para WWE All Stars e WWE SmackDown vs Raw 2011 foi feito na E3, em junho de 2010 pela THQ, seguido com entrevista para o site de jogos GameSpot.
WWE All Stars é o primeiro jogo da WWE a ser produzido pela THQ San Diego. Muitos dos funcionários da equipe haviam trabalhado no Midway San Diego, o estúdio que desenvolveu o primeiro TNA Impact!.  É o segundo jogo da WWE produzido pelo designer de videogames, Sal Divita, sendo o primeiro WWF WrestleMania: The Arcade Game.
Muitos personagens no DLC foram confirmados. Honky Tonk Man, Dusty Rhodes e Cody Rhodes foram liberados em março e abril de 2011. Million Dollar Man e Ted DiBiase Jr. foram incluídos em versões para download do jogo e foram liberados ao público em junho. Em 27 de junho a THQ anunciou a data de lançamento de outro DLC. Em 6 de julho de 2011, R-Truth foi lançado de graça no pacote "All-Time Greats", que inclui Chris Jericho, The Road Warriors e Jerry Lawler. Em 2 de agosto de 2011, o pacote "Southern Charisma" foi lançado, que continha Big Boss Man, Michael Hayes e Mark Henry.
Em 30 de agosto de 2011, a THQ anuncia que o jogo será lançado para o Nintendo 3DS em 22 de novembro de 2011 na América do Norte e 25 de novembro de 2011 na Europa. O jogo vai ter 2 novos modos de jogo e todos os personagens de DLC. Os novos modos de jogo são Score Scramble e Gauntlet. No Score Scramble você pode lutar até um lutador fazer 50.000 pontos ou fazer uma batalha cronometrada. No gauntlet, você luta contra todos os lutadores de WWE All-Stars, exceto os personagens criados. Além disso, a possibilidade de escolher finishers diferentes a partir da moveset foi eliminado. Por exemplo, se seu personagem fosse para escolher o moveset de Triple H, o seu finisher seria automaticamente o Pedigree.

## Recepção da Crítica
O jogo recebeu avaliações favoráveis. Tanto a versão PS3 e Xbox 360 tem uma pontuação média de 75 no Metacritic. Muitos críticos gostaram particularmente do design e da jogabilidade, Jeff Gerstmann disse o seguinta: "um jogo emocionante que é divertido de uma maneira que nenhum jogo de luta tem sido para uma esta geração."
GameZone deu ao jogo uma 7.5/10, afirmando que "Um ramo novo dos jogos da World Wrestling Entertainment, a THQ fez um trabalho fantástico de escolher os melhores elementos de luta com alguns dos personagens mais famosos e estrelas em um pacote visualmente fantástico."
A XBoxAddict deu ao jogo 86%, afirmando que "Este jogo trabalha para recuperar alguma dessa mágica (arcade) ... e que se algum jogo jamais teria destronado Wrestlefest o melhor jogo de arcade, este teria sido como pisar no Wrestlefest.

## Roster
| Superstars        | Legends                           | Outros        |
| ----------------- | --------------------------------- | ------------- |
| The Big Show      | André the Giant                   | Jerry Lawler  |
| CM Punk           | Bret Hart                         | Jim Ross      |
| Chris Jericho4    | Big Boss Man5                     | Howard Finkel |
| Cody Rhodes3      | Dusty Rhodes3                     | Paul Bearer   |
| Drew McIntyre2    | Eddie Guerrero2                   |               |
| Edge2             | Hulk Hogan                        |               |
| Jack Swagger2     | Honky Tonk Man6                   |               |
| John Cena         | Jake Roberts                      |               |
| John Morrison     | Jerry Lawler4                     |               |
| Kane2             | Jimmy Snuka2                      |               |
| Kofi Kingston     | Michael Hayes5                    |               |
| Mark Henry5       | Mr. Perfect2                      |               |
| The Miz2          | Randy Savage                      |               |
| Randy Orton       | Ricky Steamboat                   |               |
| Rey Mysterio      | Road Warrior Animal4              |               |
| R-Truth6          | Road Warrior Hawk4                |               |
| Sheamus           | Roddy Piper                       |               |
| Ted DiBiase, Jr.1 | Sgt. Slaughter2                   |               |
| Triple H          | Shawn Michaels2                   |               |
| The Undertaker    | Stone Cold Steve Austin           |               |
|                   | "Million Dollar Man" Ted DiBiase1 |               |
|                   | The Rock                          |               |
|                   | The Ultimate Warrior              |               |

1 Estes lutadores também estão disponíveis comprando o jogo na GameStop.
2 Estes lutadores devem ser desbloqueados.
3 Eles fazem parte de um pacote DLC que saiu em 19 de abril.
4 Eles são parte do pacote DLC 2 saiu em 5 de julho.
5 Eles são parte do pacote DLC 3 que foi lançado em 2 de agosto.
6 Eles fazem parte do DLC gratuito.